# Simon Wascher
Simon Wascher (* 1966 in Linz) ist ein österreichischer Musiker und Tänzer.

## Leben
Wascher, aufgewachsen in Kremsmünster, spielt als Musiker die Alto-Drehleier. Er spielt unter anderem in den Ensembles Bilwesz und Schikaneders Jugend. Schwerpunktmäßig beschäftigt letztere sich mit traditioneller Tanzmusik aus dem deutschsprachigen Raum.
Er war von 1993 bis 2001 Intendant und künstlerischer Leiter des BordunMusik-Festes und ist Mitgestalter des Klangrausch-Treffens seit 2006.
Wascher erhielt 2003 als Solist beim Rencontres internationales de Luthiers et Maîtres Sonneurs de Saint-Chartier den ersten Preis und im Duett mit Merit Zloch den zweiten Preis. 
Er lebt in Wien.

## Diskografie
- Hardigatti (2004, extraplatte) – Traditionelle Tanzmusik aus dem deutschsprachigen Raum modern arrangiert mit der Band Bilwesz.
- spring (2006, Emmuty Records) – Musik aus dem deutschsprachigen Raum modern arrangiert mit der Band Bilwesz.
- Lyranten – Popmusik zu Haydns Zeiten (2008, ORF Edition Alte Musik) mit dem Ensemble Schikaneders Jugend.
- Tanz' (2012, nonfoodfactory) – Traditionelle Musik aus Österreich – Eine improvisierte Musik der Gegenwart, mit Hermann Haertel als Duo Haertel Wascher.

Beteiligungen
- BordunMusik-Fest Live (1998): Festival Sampler mit dem Ensemble Rundgeiger.
- Leopold Mozart: 4 Sinfonien (2004, cpo): Sinfonia Die Bauernhochzeit mit dem L’Orfeo Barockorchester, Michi Gaigg.
- Urban Legends (2007, Emmuty Records): als Gastmusiker auf dieser CD von Merit Zloch.

## Publikationen
- Ausgewählte Tanz-Musik. Wien 2006.
- Tanzen. Mein Zugang zur traditionellen Europäischen Tanzimprovisation. Wien 2007.
- Polonaise In: Rudolstadt 2007 - programmheft, Rudolstadt 2007..